# Exocoetus volitans
Il pesce volante (Exocoetus volitans) è un pesce di mare della famiglia Exocoetidae. 

## Distribuzione e habitat
Si tratta di una specie circumtropicale molto comune in tutti i mari e gli oceani nella fascia tropicale. D'estate può penetrare nel mar Mediterraneo occidentale, compresi i mari italiani ed anche l'Adriatico ma vi è molto raro.
Si tratta di un pesce pelagico che abitualmente frequenta zone molto al largo; si può incontrare nei pressi delle coste solo attorno alle isole. Vive nei primissimi centimetri d'acqua.

## Descrizione
Ha il caratteristico aspetto della famiglia Exocoetidae con pinne pettorali molto grandi. Le pinne ventrali invece sono corte ed inserite piuttosto in avanti. Il muso è corto.
Il dorso è azzurro vivace ed i fianchi argentei. Tutto il corpo ha riflessi iridescenti. Le pinne pettorali sono grigie chiare con un bordo biancastro.
Misura fino a 20 cm.

## Riproduzione
Avviene durante tutto l'anno; le uova sono pelagiche. Apparentemente non si riproduce nel mar Mediterraneo.

## Pesca
Talvolta abbocca alle lenze a traina o viene attratto dalle luci delle reti da circuizione. Le carni sono buone come in tutti gli Exocoetidae.

## Specie affini
Il pesce rondine (Exocoetus obtusirostris, Günther, 1866) è molto simile a questa specie ed ha abitudini simili in tutto e per tutto all'Exocoetus volitans da cui si riconosce, oltre che per il numero di raggi nelle pinne e di branchiospine anche per il muso molto più corto e per l'aspetto generale più tozzo. Anche questa specie viene talvolta trovata in Mediterraneo, anche in acque italiane.

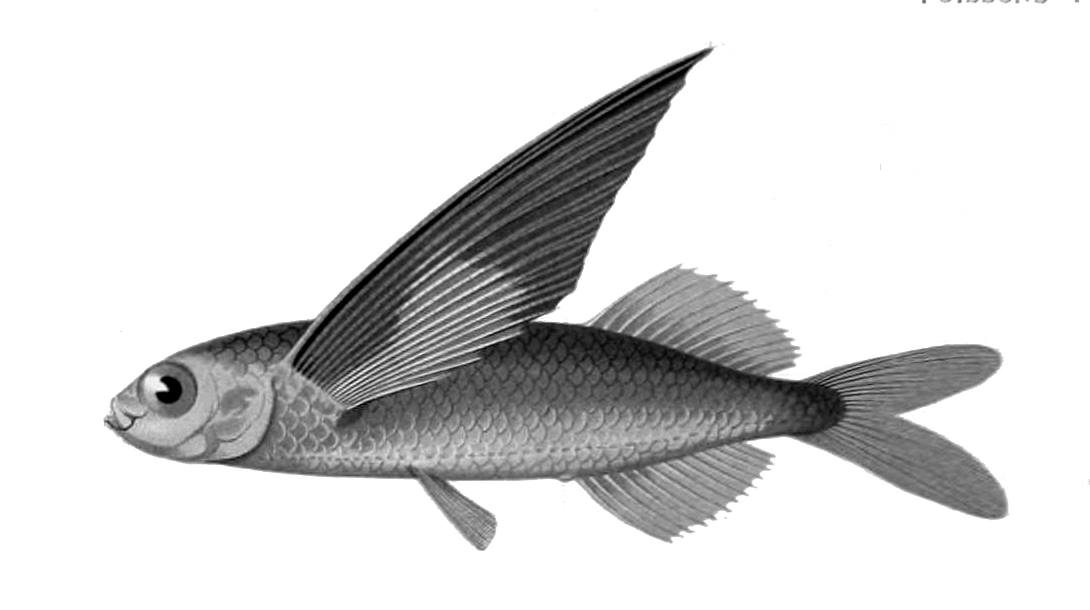
E. obtusirostris